# Alain Deneef
Alain Deneef (Brussel, 26 maart 1960) is een Belgisch zakenman, bestuurder en politicus voor de partij Les Engagés.

## Biografie

### Opleiding
Deneef volgde Latijn-Griekse humaniora aan het Sint-Michielscollege in Etterbeek en studeerde vervolgens tussen 1978 en 1984 aan de ULB. Hij werd er in 1980 kandidaat in de filosofie, in 1984 licentiaat in de rechten en in 1984 handelsingenieur aan de Solvay Brussels School of Economics and Management. Op latere leeftijd behaalde hij er in 2017 nog een master in de geschiedenis.

### Loopbaan in de zakenwereld
Hij nam leidinggevende functies op bij verschillende grote bedrijven in de telecomsector, de openbare- en infrastructuurwerken en de grondstoffenindustrie. Van 1987 tot 1989 was hij bedrijfsadviseur bij het telecombedrijf Coditel en van 1989 tot 1990 was hij directeur bedrijfsontwikkeling en van 1990 tot 1995 adjunct-bedrijfsleider bij de  Franse televisiezender Canal+, waar hij de lancering van de tv-zender in België mee hielp uitrollen. In mei 1995 werd Deneef adjunct-gedelegeerd bestuurder en directeur van de Business Unit multimedia en wegeninfo van het Belgische telecombedrijf Belgacom, waar hij betrokken was bij de ontwikkeling van de internetactiviteiten. In september 2001 vertrok hij bij het bedrijf en nadien was Deneef van 2002 tot 2004 voorzitter van de raad van bestuur van de Nationale Maatschappij der Belgische Spoorwegen. Daarnaast vervulde hij bestuursfuncties bij het telecommunicatiebedrijf BT Global Services Belgium, het bouwbedrijf CIT Blaton en kalkproducent Carmeuse.
In 2004 werd Deneef actief als strategisch adviseur voor middelgrote en grote bedrijven inzake de impact van technologische, financiële, milieu- en stedelijke evoluties en sociale, demografische en politieke veranderingen op de toekomst. Een jaar voordien stichtte hij een uitgeverij, Prosopon Editions SA, dat een encyclopedie over de geschiedenis van Brussel uitgaf en  alle historische, geografische en sociologische gegevens over de stad Brussel poogde te verzamelen en op te slaan in databases.

### Maatschappelijk engagement
Deneef werd in de jaren 1980 en 1990 een van de actieve figuren in de Coudenberggroep, een denktank waarin onder meer ook Frans Vanistendael, Jacques Groothaert en Jan Hinnekens actief waren.
Deneef engageerde zich in stedelijke en maatschappelijke kwesties en was in 2005 medestichter van de Brusselse denktank Aula Magna. In 2008 hielp hij bij de lancering en coördinatie van het Brussels Civil Society Platform, dat zelf aan de basis lag van de Staten-Generaal van Brussel Internationaal, een actie om het maatschappelijk middenveld te mobiliseren rond de toekomst van Brussel en meer specifiek de Noordwijk en de Europese Wijk. Deze actie won in juli 2010 samen met Ademloos en stRaten-generaal de Vlaamse Prijs voor de Democratie. In 2019 publiceerde Aula Magna een boek "Demain Bruxsels. Une vision pour libérer notre ville." met een pleidooi voor een fusie van de negentien Brusselse gemeenten, bevoegdheden voor onderwijs en cultuur voor het Brussels Hoofdstedelijk Gewest en een ander huisvestingsbeleid.
Tevens werd hij oprichter en intendant van Brussels Metropolitan, een coalitie van werkgeversorganisaties als VBO, Voka, Beci en UWE geënt op stedelijke kwesties rond mobiliteit en ruimtelijke ordening en met het doel om de moeilijke dialoog tussen de federale staat en de verschillende gewesten en gemeenschappen te overstijgen.
Ook het Europees project kon op de belangstelling van Deneef rekenen. Hij werd voorzitter van de vzw Stand Up for Europe, een pan-Europese organisatie die een versterking van het Europese federalisme voorstond in het licht van de verschillende uitdagingen waar Europa mee werd geconfronteerd. Eveneens beheerde hij verschillende coworkingslocaties voor ngo's die werken rond Europese kwesties en het verdedigen van de democratie en werd hij voorzitter van de vzw Equama, die projecten ontwikkelt rond de activatie van de publieke ruimte in de Europese Wijk en StamEuropa beheert, een huis voor democratische dialoog tussen Brussel, Europese burgers en het Europees ecosysteem. 
Andere domeinen lagen hem eveneens na aan het hart. Op het vlak van onderwijs stichtte Deneef in 2019 in Anderlecht het Jezuïetencollege Matteo Ricci, met als doel om het excellerend onderwijs van de Jezuïeten te introduceren in een complexe stedelijke samenleving met een grote sociale, etnische en religieuze diversiteit. Op het gebied van sport werd hij secretaris-generaal van de European Sports Academy, een initiatief van Brusselse sportbestuurders om een talentencentrum voor de Belgische sportelite in Brussel op te richten, en raakte hij betrokken in de werking van het Olympic Urban Festival, die sportinitiaties organiseert voor jongeren uit verschillende wijken, op zowel lokaal, regionaal, nationaal als internationaal niveau. Daarnaast werd hij bestuurder van de verenigingen Jesuit Refugee Service Belgium  en Migration Policy Group, die zich toeleggen op de opvang en de ontvangst van vluchtelingen en migranten.

### Politiek
Deneef was eerst politiek actief voor de liberale PRL, waarvoor hij van 1989 tot 1990 in de gemeenteraad van Etterbeek zetelde. In 1989 werd hij uit de lokale afdeling van de partij gezet vanwege zijn aanhoudende kritiek op het gemeentebestuur waarvan zijn partij deel uitmaakte. Na lange tijd politiek dakloos te zijn geweest, werd hij actief voor de in 2008 opgerichte tweetalige partij Pro Bruxsel. Vervolgens sloot hij zich in maart 2024 aan bij Les Engagés. Voor deze partij werd hij bij de Brusselse gewestverkiezingen van juni 2024 verkozen in het Brussels Hoofdstedelijk Parlement. Tevens werd Deneef afgevaardigd naar het Parlement van de Franse Gemeenschap. In het Brussels Parlement werd hij lid van de commissie Territoriale Ontwikkeling en in het Parlement van de Franse Gemeenschap is hij sinds 2024 lid van de commissie Begroting, Hoger Onderwijs en Schoolgebouwen en zetelt hij sinds 2025 in de commissie Onderwijs, Volwassenonderwijs, de Promotie van Brussel en Wetenschappelijk Onderzoek.